# عبد الرحمن منصور
عبد الرحمن منصور (مواليد 1986، مصر) هو ناشط مصري عبر الإنترنت وخريج كلية الآداب جامعة المنصورة قسم الصحافة والإعلام. يعد عبد الرحمن صاحب الفكرة الأولية لتظاهرات ثورة 25 يناير ضد تجاوزات جهاز الشرطة المصرية. تلك الفكرة التي تطورت بعد هروب حاكم تونس زين العابدين بن علي لتندلع في مصر في 25 من يناير/كانون الثاني عام 2011م مظاهرات للمطالبة بإسقاط نظام الرئيس محمد حسني مبارك. وفي الوقت الذي أطلَق البعض لقب «قائد ثورة الشباب» علي وائل غنيم لدوره الكبير في اندلاعها - لم يسمع أحد باسم «عبد الرحمن منصور» إلا بعد حوالي سنة من اندلاع الثورة، وذلك لأنه كان مجندا بالجيش المصري خلال فترة اندلاع الثورة، مما حتم عليه عدم الإفصاح عن هويته وعدم الظهور إعلاميا. وبعد أن أنهى فترة تجنيده كتب وائل غنيم مقالة ليزيل بها الستار عن شخصية عبد الرحمن منصور.

## ماقبل ثورة 25 يناير
كان لعبد الرحمن نشاطا سياسيا قبل ثورة يناير، من خلال كتابته على مدونته الشخصية عن الأوضاع السياسية بمصر في فترة ما قبل 2010. وفي أواخر عام 2009 تعرف عبر الإنترنت على وائل غنيم ليصبحا أصدقاء عبر الإنترنت أو كما يحلو للبعض تسميتها (أصدقاء إلكترونيين). وعملا معا في إدارة صفحة الدكتور محمد البرادعي. وعندما قُتل الشاب المصري خالد سعيد على يد بعض أفراد الشرطة المصرية أنشأ وائل غنيم صفحة «كلنا خالد سعيد» على الفيسبوك وشاركه عبد الرحمن في إدارتها. ويرى البعض أن لصفحة «كلنا خالد سعيد» دورا هاماً في الدعوى للتظاهر في يوم 25 يناير والذي كان شرارة للثورة.

### تأسيس صفحة كلنا خالد سعيد
قام وائل غنيم أثناء عمله في دبي بتأسيس صفحة «كلنا خالد سعيد» على موقع فيسبوك في 10 يونيو عام 2010, تضامناً مع الشاب المصري خالد سعيد الذي تقول عائلته ومنظمات حقوقية أنه توفي بعد تعرضه للضرب والتعذيب على يد مخبرين تابعين للشرطة بمدينة الإسكندرية في 6 يونيو عام 2010 م، مما أثار احتجاجات واسعة آنذاك. وبعد ثلاثة أيام من إنشائه الصفحة قام بدعوة أحد أصدقائه الإلكترونيين وقتها وهو عبد الرحمن منصور للتطوع كمشرف ثان لها. قضية خالد سعيد مثلت بدورها تمهيداً هاماً لاندلاع الثورة. وفي ديسمبر 2010 عرض عبد الرحمن منصور على وائل غنيم أن يتم تنظيم حدث يوم عيد الشرطة في الخامس والعشرين من يناير. ولكن بعد هروب الرئيس التونسي زين العابدين بن علي، قام وائل متأثراً بآراء أعضاء الصفحة التي وضعوها في تعليقاتهم بتغيير الحدث إلى ما أسماه: «ثورة على التعذيب والبطالة والفساد والظلم» وذلك في الرابع عشر من يناير 2011. وكانت هذه هي أول دعوة إلى ثورة 25 يناير. انتشرت الدعوة بين أعضاء الصفحة الذين تجاوزوا آنذاك أكثر من 350,000 عضو وتبنتها العديد من الحركات والمجموعات السياسية والحقوقية.
تعاون وائل غنيم وعبد الرحمن منصور – بدون كشف هويته - مع النشطاء في الموجودين في الشارع للإعلان عن أماكن المظاهرات.
نظمت صفحة خالد سعيد العديد من النشاطات مثل الوقفات الصامتة وحملة التواصل مع الشرطة.

## التحاقه بالجيش واندلاع الثورة
في 17 يناير 2011 التحق عبد الرحمن منصور بالجيش المصري لتأدية ما يسمى بالخدمة العسكرية. وكان ذلك سببا في عدم ذِكر اسمه أو ظهوره إعلاميا، بل وعدم ذِكر أي علاقة له بالثورة، لأن قواعد الجيش تمنع على أفراده العمل بالسياسة، خصوصا إذا كان هذا العمل مضادا لنظام الحكم كتلك الحالة.

صرح وائل غنيم بعد عام من قيام الثورة بهذا التصريح:
في يوم الثلاثاء 25 يناير عام 2011 م اندلعت الثورة الشعبية. تلك الثورة التي كان عبد الرحمن منصور يحلم بها ويدعو لها لكن ظروفه حالت دون مشاركته في صفوف المتظاهرين.